# Saint-Narcisse-de-Rimouski
Pour les articles homonymes, voir Saint-Narcisse et Rimouski (homonymie).
Saint-Narcisse-de-Rimouski, communément appelée Saint-Narcisse, est une municipalité de paroisse de la province de Québec (Canada), située dans la municipalité régionale de comté (MRC) de Rimouski-Neigette, dans la région administrative du Bas-Saint-Laurent.

## Toponymie

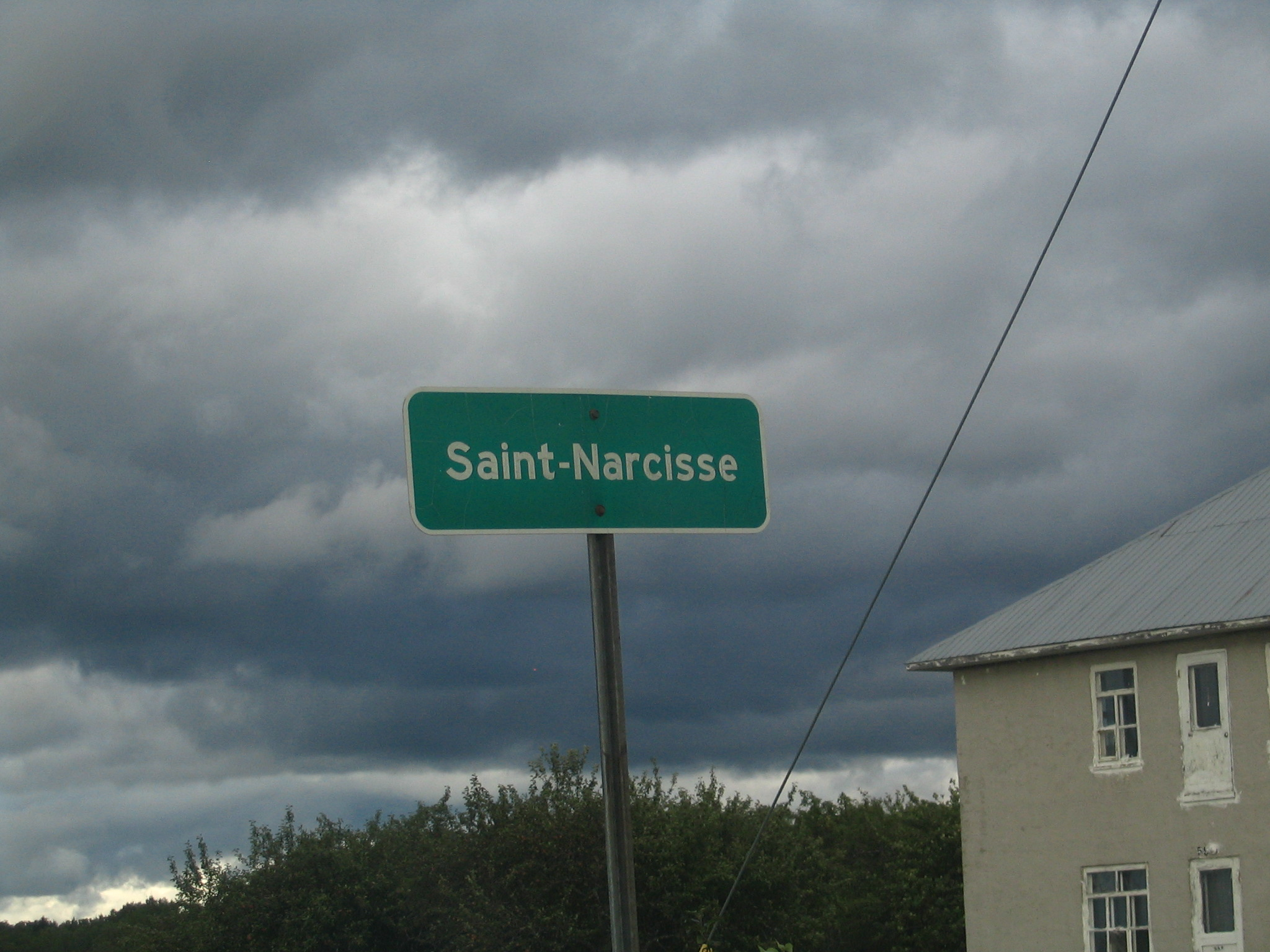
Panneau à l'entrée de Saint-Narcisse-de-Rimouski

La municipalité est communément appelée simplement Saint-Narcisse localement, ce qui correspond au nom de la paroisse catholique. Son nom lui a été attribué en l'honneur de l'abbé Joseph-Narcisse 
Rioux. Il était curé de la paroisse de Sainte-Blandine à l'époque de la création de Saint-Narcisse et est en fait considéré comme étant le fondateur de la paroisse de Saint-Narcisse. L'ajout de « Rimouski » dans le toponyme de la municipalité fait référence au comté de Rimouski, dont faisait partie la municipalité, et sert à la différencier de Saint-Narcisse, située dans la MRC des Chenaux en Mauricie.
Les gentilés des habitants de Saint-Narcisse sont Narcissois et Narcissoises,.

## Histoire
La paroisse catholique de Saint-Narcisse est fondée en 1914 et est érigée canoniquement le 11 mars 1921,,. Son premier curé est Louis-Joseph Lavoie qui célèbre la première messe le 23 décembre 1914,. Une chapelle-école est ouverte en 1915 avant qu'une vraie chapelle ne soit bâtie en 1921,. Les registres municipaux sont établis depuis 1919. Le bureau de poste est ouvert en 1920 sous le nom de Saint-Narcisse-de-Rimouski. La municipalité de paroisse de Saint-Narcisse-de-Rimouski est constituée officiellement le 13 février 1922,,. Elle est créée à partir de territoires détachés à la municipalité de paroisse de Sainte-Blandine, située au nord, qui est aujourd'hui fusionnée à Rimouski,. La chapelle est incendiée le 20 février 1926,. L'église actuelle est bâtie la même année à la suite de l'incendie,. Le 1er janvier 1977, une partie du territoire de la municipalité du Bic est annexée à Saint-Narcisse-de-Rimouski, de sorte que sa superficie s'étend maintenant sur 167 km2,,.

## Géographie
Saint-Narcisse-de-Rimouski est située sur le versant sud du fleuve Saint-Laurent à 350 km au nord-est de Québec et à 400 km au sud-ouest de Gaspé. Les villes importantes près de Saint-Narcisse-de-Rimouski sont Rimouski à 22 km au nord, Trois-Pistoles à 80 km et Rivière-du-Loup à 130 km au sud-ouest ainsi que Mont-Joli à 50 km au nord-est. Saint-Narcisse-de-Rimouski est située près de l'intersection des routes 232 et 234.
La municipalité de paroisse de Saint-Narcisse-de-Rimouski fait partie de la municipalité régionale de comté de Rimouski-Neigette dans la région administrative du Bas-Saint-Laurent,,. La paroisse catholique de Saint-Narcisse fait partie de l'Archidiocèse de Rimouski.
Le territoire de la municipalité couvre une superficie de 167 km2,. Celui-ci comprend les lacs Ferré, Neigette et Dusquesne. Il est entouré de réserves fauniques : à l'ouest, la réserve faunique Duchénier, et au sud, la zec du Bas-Saint-Laurent et la réserve faunique de Rimouski. La municipalité n'est pas divisée en quartiers ou en districts.

### Hydrographie
La rivière Rimouski serpente à travers l'ouest de la municipalité du sud-ouest vers le nord-ouest.
La rivière à France en traverse le nord-ouest jusqu'à sa confluence avec la rivière Rimouski dans le nord-ouest. 
La rivière Boucher en traverse le nord-ouest jusqu'à sa confluence avec la rivière Rimouski dans le nord-ouest. 
La rivière Ferrée en traverse le sud vers le sud-ouest jusqu'à sa confluence avec la rivière Rimouski.
À partir du lac Santerre, dans le centre-est, la rivière du Chat coule vers le sud-ouest jusqu'à sa confluence avec la rivière Rimouski. 
La rivière du Grand Touradi, coule dans le sud-ouest jusqu'à sa confluence avec la rivière Rimouski.
La rivière du Cennelier en traverse le sud-ouest vers le nord-est jusqu'à sa confluence avec la rivière du Grand Touradi dans le sud-ouest.
À partir du lac Neigette, dans le nord-est, la Petite rivière Neigette coule vers le nord-est.
La rivière Lunettes traverse le nord-est jusqu'à sa confluence avec la Petite rivière Neigette. 
La Petite rivière Touradi traverse le nord-ouest vers le nord-est.

## Démographie
| 1996 | 2001  | 2006  | 2011  | 2016 | 2021  |
| ---- | ----- | ----- | ----- | ---- | ----- |
| 996  | 1 009 | 1 088 | 1 017 | 961  | 1 084 |

Selon Statistique Canada, la population de Saint-Narcisse-de-Rimouski était de 1 088 habitants en 2006. Selon la municipalité, la population est de 1 082 habitants. Au cours des dernières années, la municipalité a connu une croissance démographique. En effet, selon Statistique Canada, la population était de 1 009 habitants en 2001 ; ce qui correspond à un taux de croissance de 7,8 % en cinq ans. L'âge médian de la population est de 45 ans.
Le nombre total de logements privés dans la paroisse est de 637. Cependant, seulement 462 de ces logements sont habités par des résidents permanents. La majorité des logements de Saint-Narcisse-de-Rimouski sont des maisons individuelles.
Selon Statistique Canada, 0,9 % de la population est issue de l'immigration. Tous les immigrants de Saint-Narcisse-de-Rimouski sont arrivés au Canada avant 1991. 99 % de la population a le français comme langue maternelle ; le reste une autre langue que le français ou l'anglais. 5 % de la population maitrise les deux langues officielles et tout le monde utilise le français à la maison. Selon Statistique Canada, 1,4 % de la population de Saint-Narcisse-de-Rimouski a une identité autochtone.
Le taux de chômage dans la municipalité était de 15,3 % en 2006. Le revenu médian des Narcissois était de 20 178 $ en 2005.
40 % de la population de 15 ans et plus de Saint-Narcisse-de-Rimouski n'a aucun diplôme d'éducation. 32 % de cette population n'a que le diplôme d'études secondaires ou professionnelles. 9 % de cette population possède un diplôme de niveau universitaire. Tous les diplômés de Saint-Narcisse-de-Rimouski ont effectué leurs études à l'intérieur du Canada. Le principal domaine d'études des Narcissois est « l'architecture, le génie et les services connexes ».
Saint-Narcisse-de-Rimouski fait partie de l'agglomération de recensement de Rimouski qui, en 2011, comptait 50 912 personnes.

## Administration
Le conseil municipal de Saint-Narcisse-de-Rimouski est composé d'un maire et de six conseillers qui sont élus en bloc à tous les quatre ans sans division territoriale.
| mandat      | fonction    | nom,             |
| ----------- | ----------- | ---------------- |
| 2017 - 2021 | maire       | Robert Duchesne  |
| 2017 - 2021 | conseillers |                  |
| 2017 - 2021 | #1          | Jacques Duchesne |
| 2017 - 2021 | #2          | Gaston Noël      |
| 2017 - 2021 | #3          | Jacques Bélanger |
| 2017 - 2021 | #4          | Guillaume Soucy  |
| 2017 - 2021 | #5          | Gervais Soucy    |
| 2017 - 2021 | #6          | Nancy Gagné      |

De plus, Gilles Lepage est le directeur-général, le secrétaire-trésosier et le coordonnateur en mesures d'urgences de la municipalité,.
| Nom             | Dates                          |
| --------------- | ------------------------------ |
| Émile Gagnon    | Février 1922 à avril 1922      |
| Émile Vignola   | Avril 1922 à janvier 1931      |
| Joseph Martin   | Janvier 1931 à janvier 1941    |
| Émile Vignola   | Janvier 1941 à janvier 1943    |
| Albert Lavoie   | Janvier 1943 à juillet 1957    |
| Arthur Lagacé   | Juillet 1957 à juillet 1961    |
| Ludger Bélanger | Juillet 1961 à juillet 1965    |
| Patrice Poirier | Juillet 1965 à novembre 1971   |
| Emmanuel Proulx | Novembrbe 1971 à novembre 1977 |
| Anicet Proulx   | Novembre 1977 à novembre 1983  |
| Bertrand Landry | Novembre 1983 à novembre 1991  |
| Bertin Pigeon   | Novembre 1991 à novembre 1999  |
| Gaston Noël     | Novembre 1999 à octobre 2009   |
| Laurent Proulx  | Octobre 2009 à octobre 2013    |
| Robert Duchesne | Octobre 2013 à aujourd'hui     |

| Nom                | Dates                       |
| ------------------ | --------------------------- |
| Philémon Lepage    | Février 1922 à janvier 1938 |
| Gonzague Roy       | Janvier 1938 à Mars 1955    |
| Jean-Marie Vignola | Mars 1955 à février 1972    |
| Florida Lavoie     | Février 1972 à février 1977 |
| Clément Proulx     | Février 1977 à mars 1982    |
| Gilles Lepage      | Mars 1982 à aujourd'hui     |

| Saint-Narcisse-de-Rimouski Maires depuis 2003                                                                        |                 |                                       |          |
| Élection | Maire           | Qualité                               | Résultat |
| 2003 | Gaston Noël     |                                       | Voir     |
| 2005 | Gaston Noël     | Voir                                  |          |
| 2009 | Laurent Proulx  |                                       | Voir     |
| 2013 | Robert Duchesne |                                       | Voir     |
| 2017 | Robert Duchesne | Voir                                  |          |
| 2021 | Robert Duchesne | Voir                                  |          |
| oct. 2022 | Mario Guertin   | Maire suppléant (oct. 2022-fév. 2023) | Voir     |
| Élection partielle en italique Depuis 2005, les élections sont simultanées dans toutes les municipalités québécoises |                 |                                       |          |

## Vivre à Saint-Narcisse-de-Rimouski
Les principales activités économiques de la municipalité sont l'agriculture et l'industrie forestière. Le tourisme est aussi une activité importante,.
Saint-Narcisse-de-Rimouski comprend l'école Boijoli qui offre tous les niveaux d'enseignement du primaire et les deux premiers niveaux du secondaires. La municipalité comprend également une bibliothèque municipale nommée La Bouquinerie. Les services financiers sont assurés par une caisse populaire Desjardins.
Le Festival de la fenaison est un événement culturel célébrant le travail agricole avec des activités comme des compétitions de tire de tracteurs et des spectacles de musique country. Le Festival célébrait en 2024 sa 27e édition.

## Tourisme

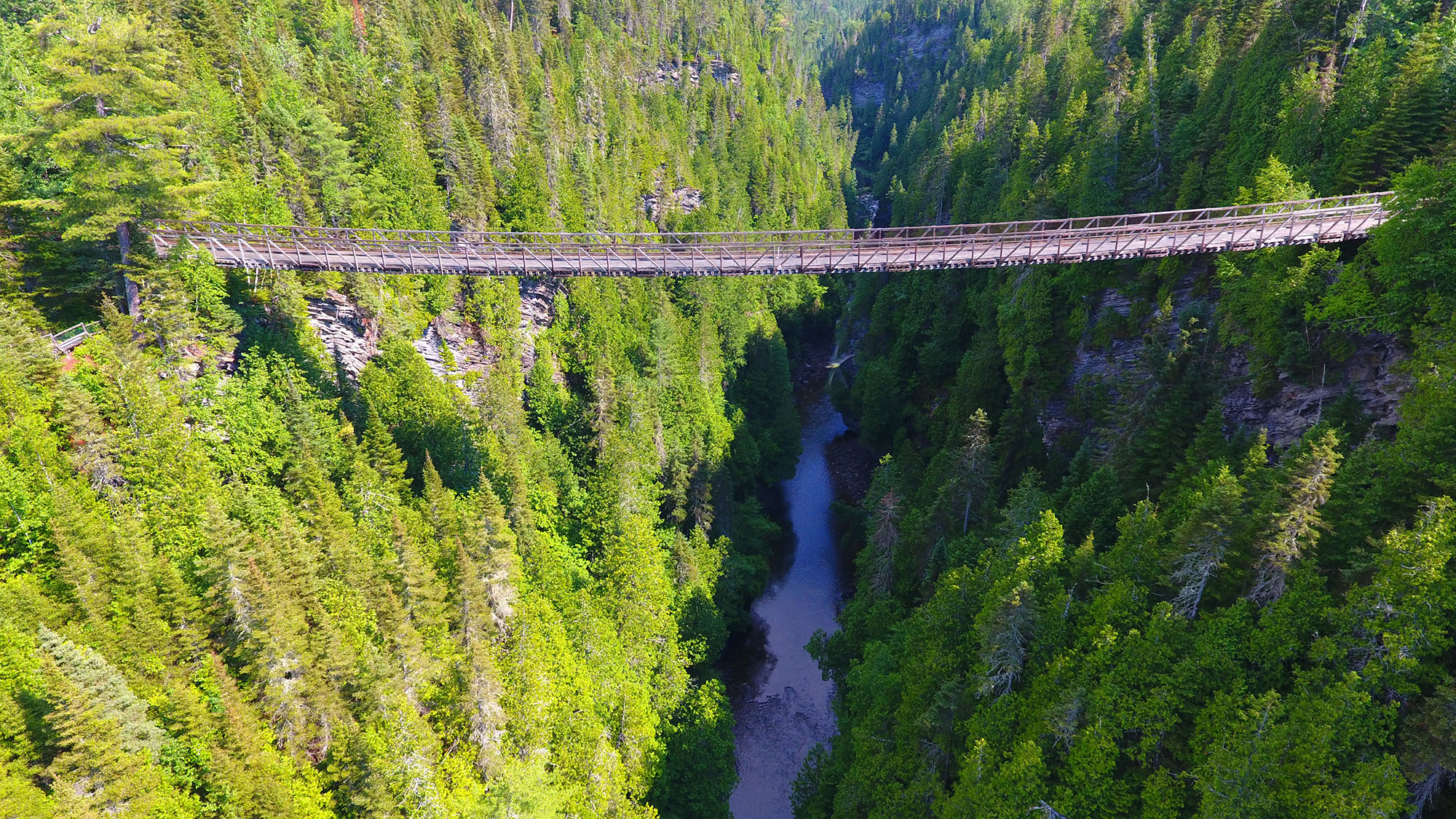
Passerelle au Canyon des Portes de l'Enfer, la plus haute passerelle suspendue au Québec, étant haute de 63 m

Les chutes des Portes de l'Enfer, d'une hauteur de 20 m, connues comme étant le site patrimonial du Canyon du Domaine des Portes de l'Enfer, sont situées à Saint-Narcisse-de-Rimouski,. Il s'agit du principal attrait touristique de la municipalité. La villégiature est aussi une activité touristique importante. De plus, plusieurs activités de plein air sont pratiquées dans la municipalité comme la randonnée en VTT ou en motoneige, la pêche et la chasse, ainsi que la randonnée pédestre ou à vélo.